# Новотроицк (Тюменская область)
Новотроицк — деревня в Сорокинском районе Тюменской области России. Входит в состав Сорокинского сельского поселения.

## История
До 1917 года входила в состав Сорокинской волости Ишимского уезда Тюменской губернии. По данным на 1926 год деревня Ново-Троицкая состояла из 65 хозяйств. В административном отношении входила в состав Осиновского сельсовета Сорокинского района Ишимского округа Уральской области.

## Население
| 2010 |
| ---- |
| 81   |

По данным переписи 1926 года в деревне проживало 331 человека (173 мужчины и 158 женщин), в том числе: украинцы составляли 67 % населения, русские — 33 %.
Согласно результатам переписи 2002 года, в национальной структуре населения русские составляли 89 % из 111 чел.